# Premundial Panamericano de Béisbol 1998
El Premundial Panamericano 1998 fue la cuarta edición del certamen, competencia que disputaron las mejores selecciones de béisbol de América y que posteriormente sería sucedida por la Copa América, que es la principal competencia internacional de béisbol disputada por selecciones nacionales en América. El torneo sirvió como clasificatorio a la Copa Mundial de Béisbol de 1998 y a los Juegos Panamericanos de 1999.

## Posiciones Finales
| Pos | Equipo               |
| --- | -------------------- |
|     | Panamá               |
|     | Estados Unidos       |
|     | Nicaragua            |
| 4°  | Canadá               |
| 5°  | República Dominicana |
| 6°  | Venezuela            |
| 7°  | Colombia             |
| 8°  | Argentina            |
| 9°  | México               |
| 10° | Honduras             |